# Zurlaubenhaus

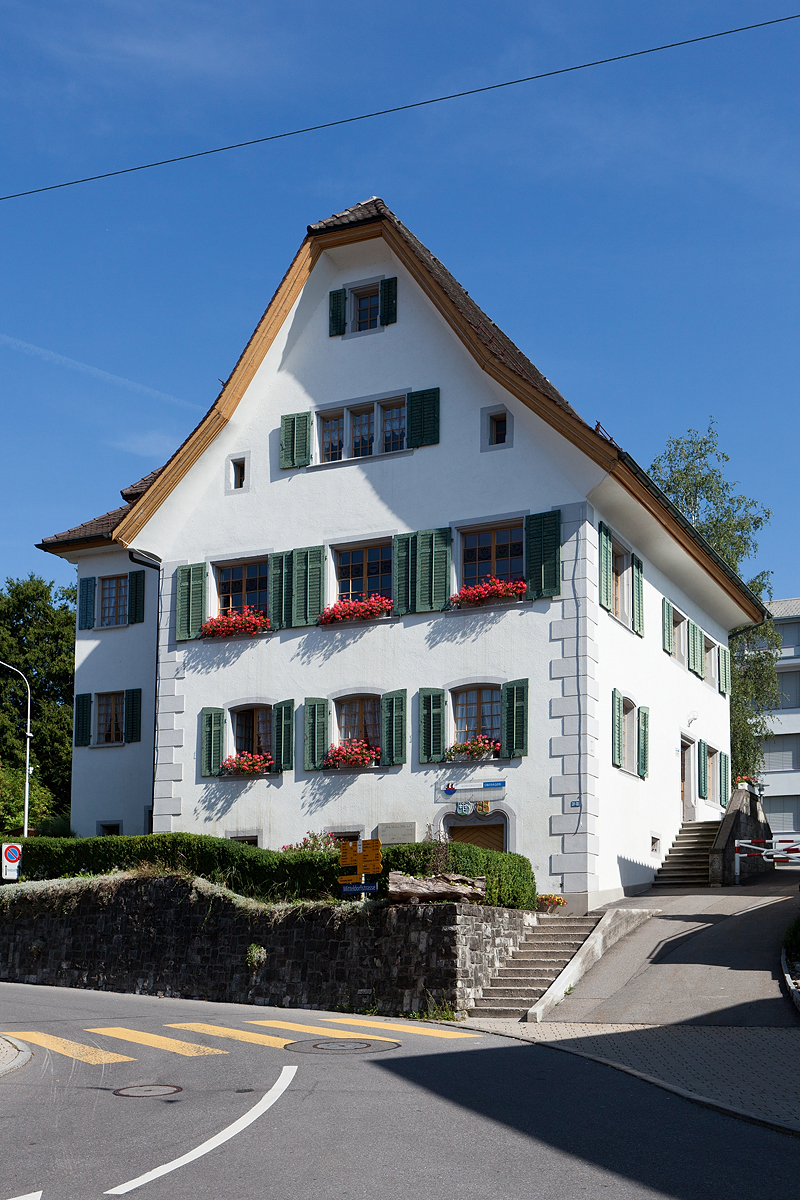
Das Zurlaubenhaus mitten im Dorf Oberägeri

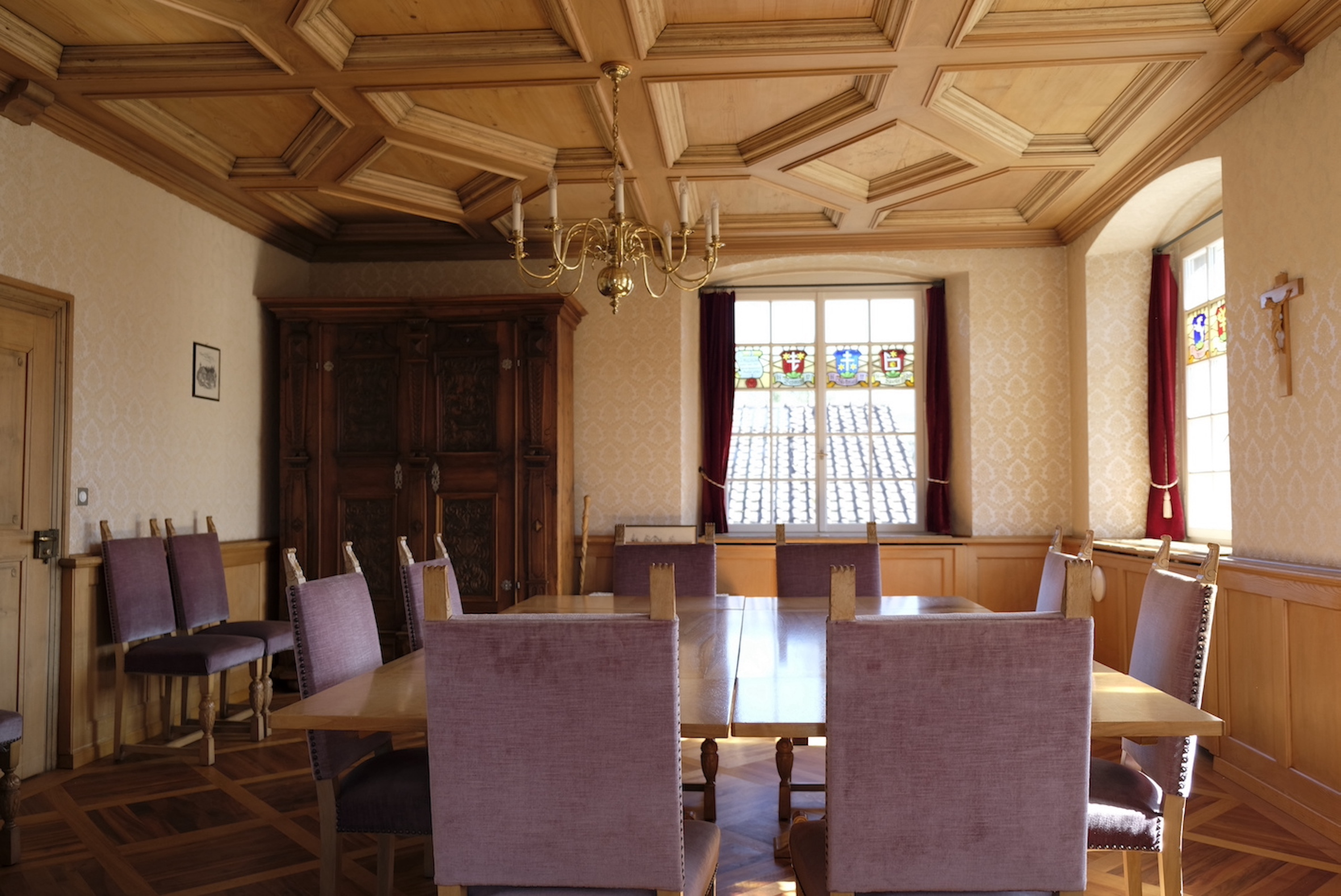
Der heutige Ratssaal mit originaler Kassettendecke aus dem Jahr 1574 im 1. Obergeschoss

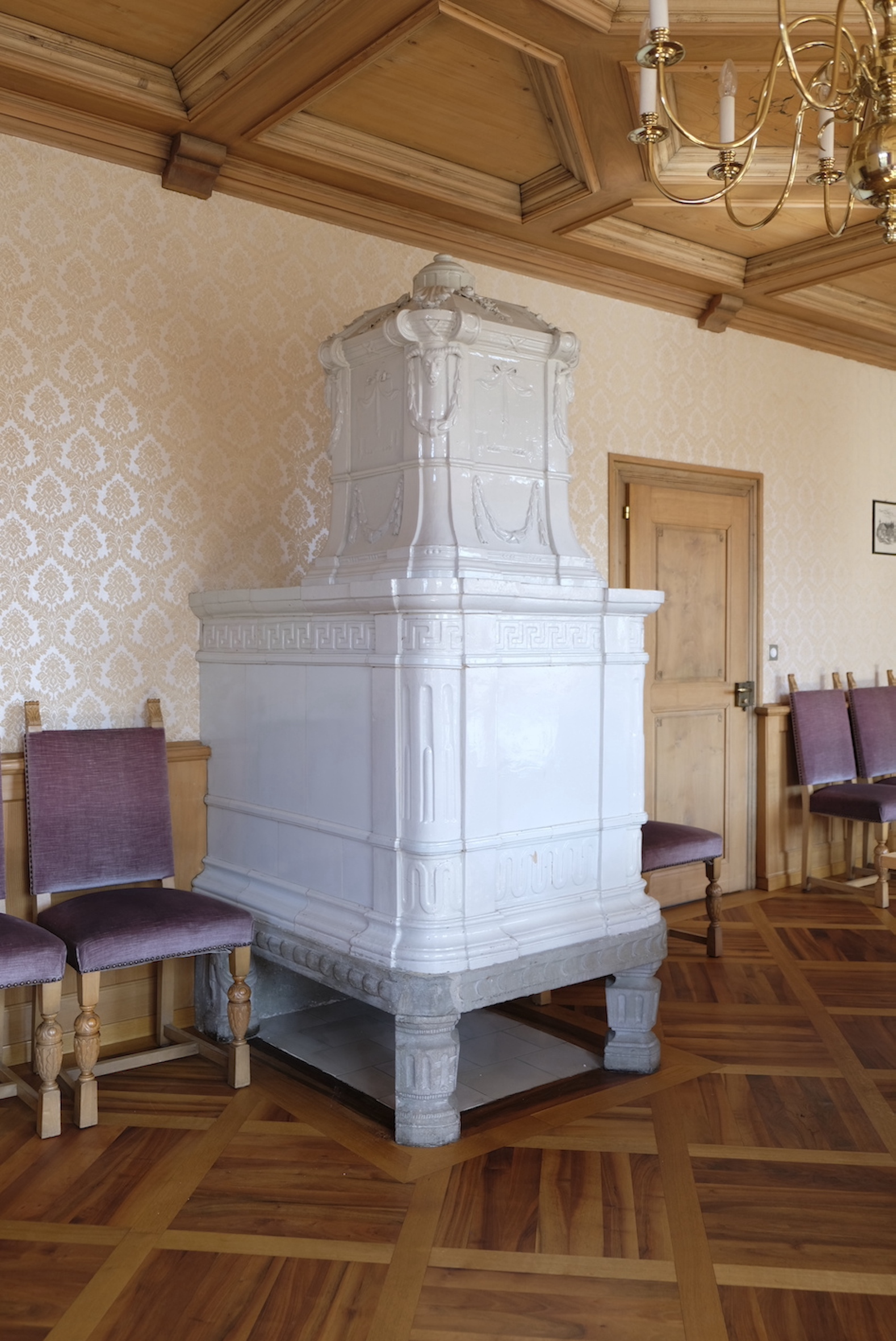
Der Kachelofen im Louis-seize-Stil

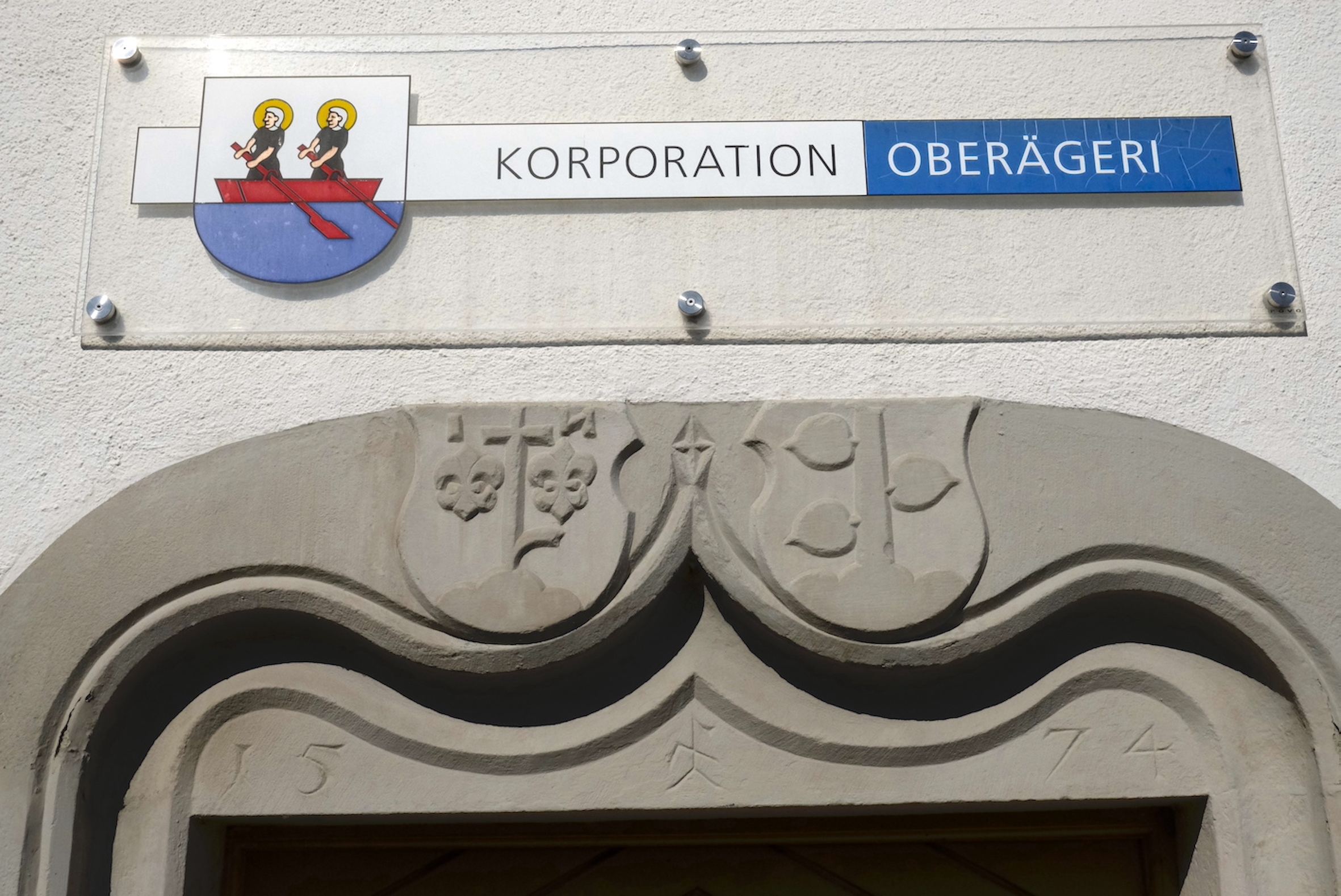
Torbogen auf der Südseite des Hauses mit Baujahr 1574

Das Zurlaubenhaus im Dorfzentrum von Oberägeri (Kanton Zug, Schweiz) ist ein stattliches Haus und das älteste Steinhaus im ganzen Ägerital. Die solide Bauweise deutet auch auf seine spezielle Geschichte hin. Errichten liess das Gebäude Jakob Nussbaumer im Jahr 1574. Er war Hauptmann und Unternehmer für Solddienste. Er vermittelte Söldner an fremde Herrscher und gelangte damit zu einigem Reichtum. Speziell für die französischen Religionskriege, die sogenannten «Hugenottenkriege» zwischen Katholiken und Protestanten, vermittelte er Ägerer Söldner. Höchstwahrscheinlich diente das Haus somit nebst Wohnzwecken auch als Anwerbeort für die Söldner. Nussbaumer heiratete standesgemäss die Zugerin Barbara Zurlauben, deren Familie ebenfalls mit Solddiensten zu Reichtum gekommen war. Später gehörte das Gebäude wohlhabenden Ägerer Familien und diente auch als Kinderheim und Lehrerwohnung. 1963 kaufte die Korporation Oberägeri das Gebäude und richtete darin ihre Verwaltung ein.

## Besitzer
Hauptmann und Solddienstunternehmer Jakob Nussbaumer, welcher das Zurlaubenhaus erstellen liess, gehörte zur lokalen Oberschicht und ländlichen Elite. Er gelangte mit seinem militärischen Amt und seiner Unternehmung zu grossem Ansehen, Reichtum und zahlreichen politischen Ämtern. Er wurde Ammann des Standes Zug, also von der Landsgemeinde gewählter, höchster Vertreter des Standes. Er starb in diesem Amt, früher als seine Frau, nämlich 1593 oder 1594. Seine Gemahlin aus noblem Zuger Geschlecht hatte bis zu ihrem Tod 1605 als 74-Jährige das Wohnrecht im Zurlaubenhaus. Danach verschwand das Haus bis 1813 aus der schriftlichen Überlieferung. Die zahlreichen, aufwendigen Umbauten deuten allerdings darauf hin, dass die Besitzer des Gebäudes weiterhin der dörflichen Oberschicht angehört haben.
Im Laufe der Jahrhunderte wurde das Haus mehrfach und aufwendig umgebaut. Davon zeugen heute noch das Interieur mit edlen Kassettendecken und das Parkett. 1813 gehörte das Gebäude dem Arzt und Lokalhistoriker Christian Iten (1779–1853) und seiner Schwester Ida. Dieser Stamm der grossen Iten-Namensfamilie starb 1924 aus, weshalb das Gebäude zur Versteigerung ausgeschrieben wurde. Die Oberägerer Gemeinden, Kirch-, Korporations- und Bürgergemeinde, dachten an einen Kauf für repräsentative Zwecke; sie sahen später aber davon ab, weil es ihnen als zu teuer erschien. Der Name «Zurlaubenhaus» ist erst seit diesem Zeitpunkt belegt. Somit blieb das Haus vorerst in privaten Händen, bevor es 1963 in den Besitz der Korporation Oberägeri gelangte. Auch die Bürgergemeinde Oberägeri nutzt einige Räumlichkeiten für ihre Verwaltung.

## Architektur
Das repräsentative und auffällige Steinhaus mitten im Dorfzentrum erfuhr im Laufe seiner langen Geschichte einige Veränderungen. Die Proportionen des Hauses entsprechen ursprünglich gotischen Vorgaben. 1776 wurden die Fensterformen verändert und das Wandtäfer ausgewechselt. Nach 1800 wurde ein Anbau für ein neues Treppenhaus erstellt, neue Türen aus Nussbaumholz eingebaut und im oberen Saal ein neuer Ofen im Louis-seize-Stil eingerichtet. Die originale Kassettendecke wird der Renaissance zugeordnet, stammt also aus der Bauzeit im Jahr 1574.

## Gegenwart
Die Bürgergemeinde Oberägeri stellt besondere Häuser und ihre Geschichte vor. Start des Projektes war der Frühling 2023. Jedes porträtierte Haus erhält eine Tafel, welche an der Fassade befestigt wird. Als erstes Gebäude in Oberägeri wurde das «Zurlaubenhaus» am 30. Oktober 2023 mit einer Tafel versehen.